# Лермонтов (фильм, 1943)
«Лермонтов» — советский чёрно-белый художественный фильм режиссёра Альберта Гендельштейна по сценарию Константина Паустовского, снятый в начале 1940-х годов. Работа над фильмом началась в 1941 году на киностудии «Союздетфильм», но Великая Отечественная война прервала процесс. Работа возобновилась в 1942 году в эвакуации в Средней Азии на Объединённой Сталинабадской и Союздетфильм киностудии и была завершена в 1943 году.
Фильм не был одобрен цензурой и потому не дошёл до массового зрителя; его режиссёр больше не снимал игровые фильмы.

## Сюжет
Действие картины начинается с предсмертных дней Пушкина и заканчивается трагической гибелью самого Лермонтова.
Страдающий, радостно-взволнованный, одухотворённый, мятежный — таким предстаёт перед зрителями великий русский поэт в гениальных строчках его стихов, в глубоких размышлениях, в смелых и дерзких поступках.

## В ролях
| Актёр                | Роль                                                 |
| -------------------- | ---------------------------------------------------- |
| Алексей Консовский   | Михаил Юрьевич Лермонтов                             |
| Нина Шатерникова     | княжна N                                             |
| Андрей Раевский      | Виссарион Григорьевич Белинский                      |
| Павел Шпрингфельд    | Александр Иванович Одоевский                         |
| Георгий Менглет      | Александр Иларионович Васильчиков, князь             |
| Павел Массальский    | Николай Соломонович Мартынов                         |
| Сергей Мартинсон     | барон де Барант / Степан Степанович                  |
| Алексей Савостьянов  | император Николай I                                  |
| Лидия Сухаревская    | великая княжна                                       |
| Николай Комиссаров   | Александр Христофорович Бенкендорф                   |
| Борис Тенин          | Аполлон Васильевич Голофеев, генерал                 |
| Глеб Флоринский      | адъютант генерала Голофеева                          |
| Михаил Трояновский   | Александр Филиппович Смирдин, книгоиздатель          |
| Андрей Файт          | Алексей Александрович Столыпин, секундант Лермонтова |
| Нина Никольская      | Нина Чавчавадзе, вдова Грибоедова                    |
| Александр Комиссаров | офицер, товарищ Лермонтова                           |
| Вера Алтайская       | Александра Кирилловна Воронцова-Дашкова, графиня     |
| Семён Свашенко       | гусар                                                |
| Михаил Сидоркин      | секундант                                            |
| Карл Гурняк          | офицер                                               |
| Степан Каюков        | офицер                                               |
| Иван Рыжов           | солдат                                               |
| Сергей Комаров       | эпизод                                               |
| Майя Менглет         | эпизод                                               |

## Съёмочная группа
- Режиссёр-постановщик: Альберт Гендельштейн
- Автор сценария: Константин Паустовский
- Операторы: Александр Шеленков, Марк Магидсон
- Композиторы: Сергей Прокофьев, Венедикт Пушков
- Художники-постановщики: Сергей Козловский, Владимир Егоров, Константин Ефимов, Людмила Блатова
- Звукорежиссёр: Сергей Юрцев